# Mike Bernard
Michael Bernard, detto Mike (Oldham, 14 luglio 1978), è un ex cestista e allenatore di pallacanestro britannico, di ruolo centro.

## Carriera
Cresce cestisticamente tra le file dei Manchester Giants, fin quando nel 1998 vola negli Stati Uniti frequentando prima il Coffeyville Community College e poi la University of South Florida.
Nel 2002 viene ingaggiato dal Panionios, squadra militante nel massimo campionato greco e nella ULEB Cup in campo europeo, restandovi fino al febbraio del 2003, mese in cui si trasferisce in Legadue alla Pallacanestro Messina: con il club siciliano disputa le ultime 8 partite della regular season e 13 partite dei playoff, culminati con la sconfitta per 3-2 nella serie finale contro Teramo.
Successivamente si lega alla Pallacanestro Cantù, facendo così il suo debutto in serie A. La stagione inizia con la conquista della Supercoppa italiana, ottenuta grazie alla vittoria contro la Benetton Treviso, match in cui Bernard segnò 12 punti. Con i canturini gioca 37 partite fra campionato e playoff, registrando medie pari a 7,3 punti e 3,4 rimbalzi nei 20,9 minuti a disposizione.
Approda poi in Bundesliga, vestendo la maglia dei tedeschi dell'Oldenburg per tutta la stagione 2004-05. Terminata questa esperienza è di scena a Capo d'Orlando, compagine neopromossa in serie A con cui rimane legato per la prima parte di stagione. A dicembre infatti cambia casacca, rimanendo nella massima serie ma passando a Teramo, che si accorderà in seguito col giocatore per un rinnovo contrattuale.
Durante l'estate 2007 sigla un accordo con il Nymburk, formazione della Repubblica Ceca impegnata anche nelle coppe europee con la partecipazione in ULEB Cup. A novembre tuttavia Bernard fa nuovamente ritorno in Italia, arrivando questa volta a Napoli, ancora in serie A.
La sua annata 2008-09 incomincia in quel di Cipro con l'ingaggio da parte dell'APOEL Nicosia, per proseguire nel campionato ProB francese da gennaio in poi, con il passaggio al Brest: tuttavia durante questa parentesi soffre di un principio di ernia del disco che lo costringe a terminare anticipatamente la stagione. Dal luglio 2009 è un giocatore dei Crabs Rimini, squadra di Legadue con cui vive l'ennesima esperienza italiana.
Nel gennaio 2011 debutta con gli slovacchi del Levice, con cui gioca una stagione e mezzo. Nell'estate 2012 torna ai Manchester Giants, dove aveva iniziato la carriera. Tre anni più tardi passa ai Lancashire Spinners.

## Palmarès
- Campionato slovacco: 1

Levice: 2010-11
- Supercoppa italiana: 1

Pall. Cantù: 2003